# العلاقات الأفغانية التركية
تشير العلاقات الأفغانية التركية إلى العلاقات الثنائية التي تجمع بين أفغانستان وتركيا.
وصف أحمد داود أوغلو هذه العلاقة بأنها «نموذجية»، فهما قريبان حتى في حال عدم وجود حدود مشتركة بينهما. أظهر استطلاع حديث أُجري في كابول على 1.259 شخص اعتماد أفغانستان في الغالب على تركيا، واعتبار تركيا الصديقة الحقيقية الأفضل لأفغانستان (اعتبارًا من يوليو عام 2012). قال مبعوث أفغانستان إلى تركيا إن «الشعب الأفغاني يحب الجنود الأتراك في أفغانستان مثل أبنائه». كانت أفغانستان أيضًا ثاني دولة تعترف بجمهورية تركيا بعد الاتحاد السوفيتي في 1 مارس عام 1923.
وضع البلدان برامج تعليمية وتبادل ثقافي. بُنيت مدارس تركية داخل أفغانستان. ساعد ضباط الجيش التركي وأمروا بتدريب أفراد الجيش الأفغاني. تغيرت العلاقات الخارجية لأفغانستان كثيرًا سياسيًا واجتماعيًا واقتصاديًا. تتجاوز العلاقات بين البلدين اليوم تقديم التعليم العسكري.

## العلاقات الحديثة

### الحرب على الإرهاب
شاركت تركيا في قوات المساعدة الدولية لإرساء الأمن في أفغانستان، منذ إنشائها، بنشر 290 فرد من أفراد الدعم غير المقاتلين في عام 2001، وتولت قيادة قوات المساعدة الدولية الثانية لإرساء الأمن (يونيو عام 2002-فبراير عام 2003) وقوات المساعدة الدولية السابعة لإرساء الأمن (فبراير-أغسطس عام 2005). قال نائب البرلمان التركي برهان كاياتورك إن تركيا، التي تتمتع بحسن نية الشعب الأفغاني، «يمكن أن تساعد في كسب قلوب وعقول الشعب الأفغاني»، الذي «يحب الجنود الأتراك» و«يبعدهم عن القتال عن طريق تعزيز البنية التحتية في مجال التعليم والصحة والصناعة».
لم تشارك القوات التركية كقوات قتالية بل كدعم لوجستي وفي تدريب أفراد أفغان، إذ دربت أكثر من 12 ألف جندي وشرطي أفغاني. أصبحت شركات البناء التركية نشطة أيضًا في البلاد. تُعد تركيا مسؤولة عن الحفاظ على الأمن حول كابول، وتوفير التدريب للقوات المسلحة الأفغانية والشرطة الوطنية الأفغانية، وتعهدت العديد من مشاريع إعادة الإعمار في مجالات التعليم والصحة والزراعة في محافظة وردك. أدى دعم تركيا لاتفاق بون ولجنة الدستور الأفغانية إلى ذهاب الرئيس الأفغاني حامد كرزاي بزيارة رسمية إلى تركيا في 4 أبريل عام 2002، وردّ رئيس الوزراء التركي رجب طيب أردوغان تلك زيارة إلى أفغانستان بعد ذلك بوقت قصير.

### عملية تعاون أنقرة الثلاثية
أطلقت تركيا عملية قمة ثلاثية بين الدولتين (تركيا وأفغانستان) وباكستان في فبراير عام 2007، أي عقب زيارة وزير الخارجية التركي آنذاك عبد الله غل لإسلام آباد، إذ أكد الداعم الأساسي لسياستها الخارجية المتنوعة في جنوب شرق آسيا والنائب الباكستاني حمير حياة خان روخري أنه وفقًا لغول: «كلنا إخوة نحتاج إلى دعم بعضنا البعض»، وذلك من أجل «تحقيق الأمن والاستقرار في المنطقة».
شهد اجتماع 1 أبريل عام 2009 بين الزعماء الأفغان والباكستانيين، والذي أُجري كجزء من عملية التعاون الثلاثي في أنقرة، تعهد الدول الثلاث بزيادة التنسيق بين مستوياتهم السياسية والعسكرية والاستخباراتية في مكافحة القتال والإرهاب. قال النائب البرلماني التركي كاياتورك «إنها المرة الأولى التي يحضر فيها قادة الجيش والمخابرات في أفغانستان وباكستان القمة الثلاثية، وهو ما يعكس الالتزام الأعمق بالعمل معًا».

### السفارة الأفغانية
تُعد سفارة أفغانستان في أنقرة البعثة الدبلوماسية لجمهورية أفغانستان الإسلامية في تركيا، وتقع في شارع جناح 88، كافاكليديري، جانكايا.
إن صلاح الدين رباني هو السفير الأفغاني الحالي لدى تركيا.

## مقارنة بين البلدين
هذه مقارنة عامة ومرجعية للدولتين:
| وجه المقارنة                                              | أفغانستان                    | تركيا         |
| --------------------------------------------------------- | ---------------------------- | ------------- |
| المساحة (كم2)                                             | 652.23 ألف                   | 783.56 ألف    |
| عدد السكان (نسمة)                                         | 34.94 مليون                  | 80.14 مليون   |
| الكثافة السكانية (ن./كم²)                                 | 53.57                        | 102.28        |
| العاصمة                                                   | كابل                         | أنقرة         |
| اللغة الرسمية                                             | اللغة البشتوية، اللغة الدرية | اللغة التركية |
| العملة                                                    | أفغاني                       | ليرة تركية    |
| الناتج المحلي الإجمالي (بليون دولار)                      | 20.82 مليار                  | 851.10 مليار  |
| الناتج المحلي الإجمالي (تعادل القوة الشرائية) بليون دولار | 62.62 مليار                  | 1.57 تريليون  |
| الناتج المحلي الإجمالي الاسمي للفرد دولار أمريكي          | 594                          | 9.12 ألف      |
| الناتج المحلي الإجمالي للفرد دولار أمريكي                 | 1.93 ألف                     | 19.79 ألف     |
| مؤشر التنمية البشرية                                      | 0.479                        | 0.761         |
| رمز المكالمات الدولي                                      | +93                          | +90           |
| رمز الإنترنت                                              | .af                          | .tr           |
| المنطقة الزمنية                                           | ت ع م+04:30                  | ت ع م+03:00   |

## مدن متوأمة
في ما يلي قائمة باتفاقيات التوأمة بين مدن أفغانية وتركية:
- ترتبط كابل مع إسطنبول باتفاقية توأمة.

## منظمات دولية مشتركة
يشترك البلدان في عضوية مجموعة من المنظمات الدولية، منها:
| علم المنظمة | اسم المنظمة                               | تاريخ انضمام أفغانستان | تاريخ انضمام تركيا |
| ----------- | ----------------------------------------- | ---------------------- | ------------------ |
|             | بنك التنمية الآسيوي                       | 1966                   | 1991               |
|             | مؤسسة التنمية الدولية                     | 2 فبراير 1961          | 22 ديسمبر 1960     |
|             | يونسكو                                    | 4 مايو 1948            | 4 نوفمبر 1946      |
|             | وكالة ضمان الاستثمار متعدد الأطراف        | 16 يونيو 2003          | 3 يونيو 1988       |
|             | الأمم المتحدة                             | 19 نوفمبر 1946         | 24 أكتوبر 1945     |
|             | الاتحاد البريدي العالمي                   | ?                      | ?                  |
|             | البنك الدولي للإنشاء والتعمير             | 14 يوليو 1995          | 11 مارس 1947       |
|             | منظمة التعاون الإسلامي                    | ?                      | 25 سبتمبر 1969     |
|             | منظمة حظر الأسلحة الكيميائية              | ?                      | ?                  |
|             | مؤسسة التمويل الدولية                     | 23 سبتمبر 1957         | 19 ديسمبر 1956     |
|             | الاتحاد الدولي للاتصالات                  | 12 أبريل 1928          | 1866               |
|             | المركز الدولي لتسوية المنازعات الاستشارية | 25 يوليو 1968          | 2 أبريل 1989       |
|             | منظمة الشرطة الجنائية الدولية             | ?                      | ?                  |

## أعلام
هذه قائمة لبعض الشخصيات التي تربطها علاقات بالبلدين:
- فخري باشا (سياسي عثماني، 1868 – 22 نوفمبر 1948)

## وصلات خارجية
- موقع وزارة الخارجية الأفغانية
- موقع وزارة الخارجية التركية